# Lac Evans
Der Lac Evans ist ein See in der regionalen Grafschaftsgemeinde Jamésie in der Verwaltungsregion Nord-du-Québec der kanadischen Provinz Québec.

## Lage
Der See liegt in einer sumpfigen Landschaft etwa 130 km südöstlich der James Bay. Er hat eine Wasserfläche von 475 km² sowie eine Gesamtfläche einschließlich Inseln von 547 km². Die Längsausdehnung in SW-NO-Richtung beträgt 51 km. Die maximale Breite liegt bei etwa 12,5 km. Der See wird vom Fluss Rivière Broadback durchflossen. Weitere Zuflüsse sind der Rivière Théodat, der den östlich gelegenen Lac Le Gardeur entwässert, sowie der Passe Pastukamau, der den Abfluss des westlich gelegenen See Lac Dana bildet.
Kanuten ist der See ein Begriff wegen seiner schwierigen Portage über die Longue Pointe-Halbinsel.